# 1348
Il 1348 (MCCCXLVIII in numeri romani) è un anno bisestile del XIV secolo.

## Eventi
- L'Italia e gran parte dell'Europa vengono devastate dalla peste nera.
- Viene fondato il Gonville and Caius College dell'Università di Cambridge.
- 25 gennaio - Un forte terremoto devasta il Friuli e la Carinzia, provocando circa 9900 morti. Seguono scosse di assestamento fino al 5 marzo. Il sisma è avvertito in tutta l'Europa centrale e più di ottanta fonti medievali ne parlano.
- 2 febbraio - Battaglia della Strėva: Durante la Crociata lituana i Crociati dell'Ordine Teutonico sconfiggono i soldati Lituani.
- Boccaccio inizia la stesura del Decameron (1348-1352).

## Nati
- 2 aprile - Andronico IV Paleologo, imperatore bizantino († 1385)
- 23 agosto - Girolamo Fiocchi, storico italiano († 1437)
- 1º ottobre - Isabella di Valois, principessa francese († 1372)
- Guillaume Fillastre, cardinale francese († 1428)
- Elisabetta Gonzaga, nobile italiana († 1383)
- Guglielmo II di Berg, nobile tedesco († 1408)
- Keraca di Bulgaria, principessa bulgara († 1390)
- Antonio II da Montefeltro, condottiero italiano († 1404)

## Morti

### Gennaio
- 13 gennaio - Élie de Nabinal, cardinale francese
- 23 gennaio - Carlo di Gravina, nobile italiano (n. 1323)

### Febbraio
- 2 febbraio - Narimantas, nobile lituano (n. 1294)
- 18 febbraio - Costanza di Saluzzo, nobile italiana (n. 1314)

### Aprile
- 3 aprile - Adolfo VI di Berg, nobile
- 5 aprile - Raymond de Chameyrac, vescovo cattolico francese
- 6 aprile - Laura de Noves, nobildonna francese (n. 1310)
- 7 aprile - Giovanni d'Aragona, nobile (n. 1317)
- 9 aprile - Iacopo Bottrigari, giurista italiano (n. 1274)

### Maggio
- 1º maggio - Mladen III Šubić, nobile croato
- 1º maggio - Enrico IV di Waldeck, nobile tedesco
- 26 maggio - Imbert Dupuis, cardinale francese

### Giugno
- 1º giugno - Barlaam di Seminara, matematico, filosofo e vescovo cattolico italiano (n. 1290)
- 9 giugno - Ambrogio Lorenzetti, pittore italiano
- 10 giugno - Gozzio Battaglia, cardinale e politico italiano
- 13 giugno - Giovanni Emanuele di Castiglia, politico e scrittore spagnolo (n. 1282)
- 18 giugno - Gentile da Foligno, medico italiano

### Luglio
- 3 luglio - Giovanni Colonna, cardinale italiano
- 5 luglio - Luigi de la Cerda, principe (n. 1291)
- 9 luglio - Dominique Serra, cardinale francese
- 27 luglio - Bianca di Borgogna, contessa (n. 1288)

### Agosto
- 1º agosto - Bianca di Valois, nobile francese (n. 1316)
- 3 agosto - Gauscelin de Jean, cardinale, vescovo cattolico e diplomatico francese
- 20 agosto - Bernardo Tolomei, religioso italiano (n. 1272)
- 23 agosto - John de Stratford, arcivescovo cattolico inglese

### Settembre
- 2 settembre - Giovanna d'Inghilterra, principessa inglese (n. 1335)
- 12 settembre - Manfredo I Pio, condottiero italiano

### Ottobre
- 2 ottobre - Alice de Lacy, nobile britannica (n. 1281)
- 29 ottobre - Eleonora del Portogallo, principessa portoghese (n. 1328)

### Dicembre
- 2 dicembre - Hanazono, imperatore giapponese (n. 1297)
- 11 dicembre - Pietro Calò, religioso italiano

### Senza giorno specificato
- Giacomo Albini, medico italiano
- Franceschino degli Albizzi, poeta italiano
- Giovanni d'Andrea, giurista italiano
- Giovanni Angelo, generale, politico e nobile bizantino
- Ferrer Bassa, pittore e miniaturista spagnolo (n. 1285)
- Niccolò Bonsignori II, condottiero italiano
- Guido Canale, vescovo cattolico italiano
- Bruno Casini, retore e poeta italiano
- Stefano Colonna il Vecchio, nobile italiano
- Bernardo Daddi, pittore italiano
- Arnaldo De Rosette, vescovo cattolico francese
- Dino di Radicofani, arcivescovo cattolico italiano
- Princivalle Fieschi, vescovo cattolico italiano
- Francesco da Barberino, notaio e poeta italiano (n. 1264)
- Matteo Frescobaldi, poeta italiano
- Giovanni di Agostino, scultore e architetto italiano
- Isabella di Francia, nobile francese
- Maso di Banco, pittore italiano
- Guglielmo Raimondo II Moncada, nobile e militare italiano
- Al-Dhahabi, storico siriano (n. 1274)
- Guido Orsini, politico italiano
- Paolo da Perugia, letterato italiano
- Federico Petrucci, giurista italiano
- Gagliardo Primario, architetto e scultore italiano
- Berlinghieri Rucellai, militare italiano
- Ruggero Sanseverino, funzionario e arcivescovo italiano (n. 1302)
- Luigi II di Savoia-Vaud, nobile (n. 1290)
- Aydınoğlu Gazi Umur Bey, emiro
- Giovanni Vergoni, vescovo cattolico italiano
- Giovanni Villani, mercante e storico italiano (n. 1280)
- Jean de Hocsem, storico fiammingo (n. 1278)
- Jacopo Alighieri, poeta e religioso italiano

## Calendario
| Calendario 1348 | Calendario 1348 | Calendario 1348 | Calendario 1348 | Calendario 1348 | Calendario 1348 | Calendario 1348 | Calendario 1348 | Calendario 1348 | Calendario 1348 | Calendario 1348 | Calendario 1348 | Calendario 1348 | Calendario 1348 | Calendario 1348 | Calendario 1348 | Calendario 1348 | Calendario 1348 | Calendario 1348 | Calendario 1348 | Calendario 1348 | Calendario 1348 | Calendario 1348 | Calendario 1348 | Calendario 1348 | Calendario 1348 | Calendario 1348 | Calendario 1348 | Calendario 1348 | Calendario 1348 | Calendario 1348 | Calendario 1348 | Calendario 1348 |
| --------------- | --------------- | --------------- | --------------- | --------------- | --------------- | --------------- | --------------- | --------------- | --------------- | --------------- | --------------- | --------------- | --------------- | --------------- | --------------- | --------------- | --------------- | --------------- | --------------- | --------------- | --------------- | --------------- | --------------- | --------------- | --------------- | --------------- | --------------- | --------------- | --------------- | --------------- | --------------- | --------------- |
|                 | 1               | 2               | 3               | 4               | 5               | 6               | 7               | 8               | 9               | 10              | 11              | 12              | 13              | 14              | 15              | 16              | 17              | 18              | 19              | 20              | 21              | 22              | 23              | 24              | 25              | 26              | 27              | 28              | 29              | 30              | 31              |                 |
| Gennaio         | Ma              | Me              | Gi              | Ve              | Sa              | Do              | Lu              | Ma              | Me              | Gi              | Ve              | Sa              | Do              | Lu              | Ma              | Me              | Gi              | Ve              | Sa              | Do              | Lu              | Ma              | Me              | Gi              | Ve              | Sa              | Do              | Lu              | Ma              | Me              | Gi              |                 |
| Febbraio        | Ve              | Sa              | Do              | Lu              | Ma              | Me              | Gi              | Ve              | Sa              | Do              | Lu              | Ma              | Me              | Gi              | Ve              | Sa              | Do              | Lu              | Ma              | Me              | Gi              | Ve              | Sa              | Do              | Lu              | Ma              | Me              | Gi              | Ve              |                 |                 |                 |
| Marzo           | Sa              | Do              | Lu              | Ma              | Me              | Gi              | Ve              | Sa              | Do              | Lu              | Ma              | Me              | Gi              | Ve              | Sa              | Do              | Lu              | Ma              | Me              | Gi              | Ve              | Sa              | Do              | Lu              | Ma              | Me              | Gi              | Ve              | Sa              | Do              | Lu              |                 |
| Aprile          | Ma              | Me              | Gi              | Ve              | Sa              | Do              | Lu              | Ma              | Me              | Gi              | Ve              | Sa              | Do              | Lu              | Ma              | Me              | Gi              | Ve              | Sa              | Do              | Lu              | Ma              | Me              | Gi              | Ve              | Sa              | Do              | Lu              | Ma              | Me              |                 |                 |
| Maggio          | Gi              | Ve              | Sa              | Do              | Lu              | Ma              | Me              | Gi              | Ve              | Sa              | Do              | Lu              | Ma              | Me              | Gi              | Ve              | Sa              | Do              | Lu              | Ma              | Me              | Gi              | Ve              | Sa              | Do              | Lu              | Ma              | Me              | Gi              | Ve              | Sa              |                 |
| Giugno          | Do              | Lu              | Ma              | Me              | Gi              | Ve              | Sa              | Do              | Lu              | Ma              | Me              | Gi              | Ve              | Sa              | Do              | Lu              | Ma              | Me              | Gi              | Ve              | Sa              | Do              | Lu              | Ma              | Me              | Gi              | Ve              | Sa              | Do              | Lu              |                 |                 |
| Luglio          | Ma              | Me              | Gi              | Ve              | Sa              | Do              | Lu              | Ma              | Me              | Gi              | Ve              | Sa              | Do              | Lu              | Ma              | Me              | Gi              | Ve              | Sa              | Do              | Lu              | Ma              | Me              | Gi              | Ve              | Sa              | Do              | Lu              | Ma              | Me              | Gi              |                 |
| Agosto          | Ve              | Sa              | Do              | Lu              | Ma              | Me              | Gi              | Ve              | Sa              | Do              | Lu              | Ma              | Me              | Gi              | Ve              | Sa              | Do              | Lu              | Ma              | Me              | Gi              | Ve              | Sa              | Do              | Lu              | Ma              | Me              | Gi              | Ve              | Sa              | Do              |                 |
| Settembre       | Lu              | Ma              | Me              | Gi              | Ve              | Sa              | Do              | Lu              | Ma              | Me              | Gi              | Ve              | Sa              | Do              | Lu              | Ma              | Me              | Gi              | Ve              | Sa              | Do              | Lu              | Ma              | Me              | Gi              | Ve              | Sa              | Do              | Lu              | Ma              |                 |                 |
| Ottobre         | Me              | Gi              | Ve              | Sa              | Do              | Lu              | Ma              | Me              | Gi              | Ve              | Sa              | Do              | Lu              | Ma              | Me              | Gi              | Ve              | Sa              | Do              | Lu              | Ma              | Me              | Gi              | Ve              | Sa              | Do              | Lu              | Ma              | Me              | Gi              | Ve              |                 |
| Novembre        | Sa              | Do              | Lu              | Ma              | Me              | Gi              | Ve              | Sa              | Do              | Lu              | Ma              | Me              | Gi              | Ve              | Sa              | Do              | Lu              | Ma              | Me              | Gi              | Ve              | Sa              | Do              | Lu              | Ma              | Me              | Gi              | Ve              | Sa              | Do              |                 |                 |
| Dicembre        | Lu              | Ma              | Me              | Gi              | Ve              | Sa              | Do              | Lu              | Ma              | Me              | Gi              | Ve              | Sa              | Do              | Lu              | Ma              | Me              | Gi              | Ve              | Sa              | Do              | Lu              | Ma              | Me              | Gi              | Ve              | Sa              | Do              | Lu              | Ma              | Me              |                 |